# 牛山木
牛山木（？—？），字子美，號北臺，直隸廣平府曲周縣人，民籍，明朝政治人物。

## 生平
嘉靖二十八年（1549年）己酉科順天府鄉試第九十八名舉人。嘉靖三十二年（1553年）中式癸丑科會試第三百四十三名，廷試三甲第一百五十名進士。通政司观政，授山东莱阳知县，升户部主事，历署员外郎事主事，四十二年二月考察去职。

## 家族
曾祖牛隆；祖父牛紳；父牛璽，母張氏。弟山松、山梁、山栢、山峯、山桂。